# Атлетски митинг у Монаку
Атлетски митинг у Монаку, познат под званичним именом Herculis, међународно је атлетско такмичење које се одржава сваке године на стадиону Луј II у кварту Фонвјеј у Монаку. Први је одржан на 17. септембра 1987. на иницијативу Алберта II.
Митинг се одржава у организацији Атлетског савеза Монака. Део је Дијамантске лиге, најаче категорије атлетских митинга, а раније је био у категорији Златне лиге и Супер гран прија.

## Светски рекорди
До сада су на овом митингу постављена 2 светска рекорда.
| Година | Дисциплина  | Рекорд  | Такмичар/ка       |
| ------ | ----------- | ------- | ----------------- |
| 2008.  | Скок мотком | 5,04 м  | Јелена Исинбајева |
| 2015.  | 1.500 м     | 3:50,07 | Гензебе Дибаба    |

## Рекорди митинга

### Мушкарци
| Дисциплина       | Рекорд           | Такмичар                                                        | Земља            | Датум            | Реф.  |
| ---------------- | ---------------- | --------------------------------------------------------------- | ---------------- | ---------------- | ----- |
| 100 м            | 9,78 (–0,3 м/с)  | Џастин Гатлин                                                   | Сједињене Државе | 17. јул 2015.    | [ 1 ] |
| 200 м            | 19,68 (+0,5 м/с) | Јусејн Болт                                                     | Сједињене Државе | 18. јул 2014.    | [ 2 ] |
| 400 м            | 43,96            | Мајкл Џонсон                                                    | Сједињене Државе | 8. август 1998.  |       |
| 800 м            | 1:42,45          | Најџел Ејмос                                                    | Боцвана          | 18. јул 2014.    | [ 3 ] |
| 1.500 м          | 3:26,69          | Асбел Кипроп                                                    | Кенија           | 17. јул 2115.    | [ 4 ] |
| Миља             | 3:56,75          | Џон Нгуги                                                       | Кенија           | 12. август 1990. |       |
| 2.000 м          | 5:00,97          | Мохамед Шумаси                                                  | Мароко           | 2. август 1994.  |       |
| 3.000 м          | 7:25,02          | Али Саиди-Сиеф                                                  | Алжир            | 18. август 2000. |       |
| 5.000 м          | 12:51,34         | Едвин Черијот Сои                                               | Кенија           | 19. јул 2013.    | [ 5 ] |
| 110 м препоне    | 12,93 (0,0 м/с)  | Аријес Мерит                                                    | Сједињене Државе | 20. јул 2012.    | [ 6 ] |
| 400 м препоне    | 47,0             | Кевин Јанг                                                      | Сједињене Државе | 11. август 1992. |       |
| 3.000 м препреке | 7:53,64          | Бримин Кипруто                                                  | Кенија           | 22. јул 2011.    | [ 7 ] |
| Скок увис        | 2,40             | Богдан Бондаренко                                               | Украјина         | 18. јул 2014.    | [ 2 ] |
| Скок мотком      | 6,00             | Максим Тарасов                                                  | Русија           | 4. август 1999.  |       |
| Скок удаљ        | 8,58 (−0,8 м/с)  | Иван Педросо                                                    | Куба             | 25. јул 1995.    |       |
| Троскок          | 17,75            | Кристијан Тејлор                                                | Сједињене Државе | 17. јул 2015.    | [ 8 ] |
| Бацање кугле     | 22,56            | Џо Ковач                                                        | Сједињене Државе | 17. јул 2015.    | [ 9 ] |
| Бацање диска     | 69,08            | Ларс Ридл                                                       | Немачка          | 25. јул 1995.    |       |
| Бацање копља     | 90,20            | Рајмонд Хехт                                                    | Немачка          | 10. август 1996. |       |
| 4 х 100 м        | 37,58            | САД „Црвени“ Чарлс Силмон Мајк Роџерс Раким Салам Џастин Гатлин | Сједињене Државе | 19. јул 2013.    |       |

### Жене
| Дисциплина        | Рекорд                       | Атлетичар                                                                  | Земља            | Датум            | Реф.   |
| ----------------- | ---------------------------- | -------------------------------------------------------------------------- | ---------------- | ---------------- | ------ |
| 100 м             | 10,71 (0,0 м/с)              | Мерион Џоунс                                                               | Сједињене Државе | 8. август 1998.  |        |
| 200 м             | 21,70                        | Мерлин Оти                                                                 | Јамајка          | 7. јул 1993.     |        |
| 400 м             | 49,18                        | Мари Жозе-Перек                                                            | Француска        | 10. август 1997. |        |
| 800 м             | 1:55,04                      | Светлана Мастеркова                                                        | Русија           | 10. август 1997. |        |
| 1.500 м           | 3:50,07 СР                   | Гензебе Дибаба                                                             | Етиопија         | 7. јул 2015.     | [ 10 ] |
| 100 м препоне     | 12,42 (0,0 м/с)              | Гејл Диверс                                                                | Сједињене Државе | 19. јул 2002.    |        |
| 400 м препоне     | 53.18                        | Лашинда Димас                                                              | Сједињене Државе | 28. јул 2009.    |        |
| 3.000 м препреке  | 9:07,14                      | Хабиба Гриби                                                               | Турска           | 17. јул 2015.    | [ 11 ] |
| Скок увис         | 2,04                         | Хајке Хенкел                                                               | Немачка          | 3. август 1991.  |        |
| Скок увис         | 2,04                         | Хестри Клуте                                                               | Јужна Африка     | 4. август 1999.  |        |
| Скок мотком       | 4,85 СР                      | Јелена Исинбајева                                                          | Русија           | 15. јун 2007.    |        |
| Скок удаљ         | 7,33 м (-0,8 м/с) (−0,8 m/s) | Хајке Дрекслер                                                             | Немачка          | 11. август 1992. |        |
| Троскок           | 15,11 (+0,1 м/с)             | Катерин Ибаргвен                                                           | Колумбија        | 18. јул 2014.    | [ 12 ] |
| Бацање кугле      | 20,60                        | Наталија Лисовска                                                          | Русија           | 1991.            |        |
| Бацање диска      | 69,30                        | Лариса Короткевич                                                          | Русија           | 11. август 1992. |        |
| Бацање копља      | 49,45                        | Барбора Шпотакова                                                          | Чешка            | 22. јул 2011.    | [ 13 ] |
| Штафета 4 х 100 м | 41,75                        | САД „црвени“ Инглиш Гарднер Октавијус Фриман Алисон Филикс Кармелита Џетер | Сједињене Државе | 19. јул 2013.    |        |